# Ambehta
Ambehta is een nagar panchayat (plaats) in het district Saharanpur van de Indiase staat Uttar Pradesh. 

## Demografie
Volgens de Indiase volkstelling van 2001 wonen er 13.103 mensen in Ambehta, waarvan 52% mannelijk en 48% vrouwelijk is. De plaats heeft een alfabetiseringsgraad van 41%. 